# Palicourea ponasae
Palicourea ponasae är en måreväxtart som beskrevs av Kurt Krause. Palicourea ponasae ingår i släktet Palicourea och familjen måreväxter. Inga underarter finns listade i Catalogue of Life.